# Slät sandsvartbagge
Slät sandsvartbagge (Crypticus quisquilius) är en skalbaggsart som först beskrevs av Carl von Linné 1761.  Slät sandsvartbagge ingår i släktet Crypticus, och familjen svartbaggar. Enligt den finländska rödlistan är arten starkt hotad i Finland. Arten är reproducerande i Sverige. Artens livsmiljö är torra gräsmarker.